# Bádghís
Bádghís (persky ولایت بادغیس‎, paštunsky د بادغیس ولایت‎) je provincie nacházející se v severozápadním Afghánistánu mezi řekami Murgháb a Harí. Provincie vznikla v roce 1964 z části provincie Herát a Mejmána, která později zanikla. Jméno provincie pochází z perštiny a znamená lapač větrů. Nejrozšířenějším etnikem jsou Tádžikové, následováni Paštúny a Uzbeky. Provincie se dělí na sedm krajů. Hlavním městem je Qale-je nou (Nová Tvrz).